# Хильгерс, Вальтер
Ва́льтер Хи́льгерс (нем. Walter Hilgers; род. 1959, Штольберг) — немецкий тубист, музыкальный педагог и дирижёр. В течение более чем 25 лет Хильгерс был участником ансамбля «German Brass». В качестве оркестрового музыканта работал в ряде ведущих оркестров Германии и Австрии. Преподавал тубу и камерный ансамбль в музыкальных учебных заведениях Германии. В настоящее время Вальтер Хильгерс — главный приглашённый дирижёр симфонического оркестра Тимишоары.

## Биография

### Ранние годы
Вальтер Хильгерс родился в музыкальной семье. Братья Хильгерса также стали профессиональными музыкантами: старший брат Хайнц — трубачом и дирижёром, а младший Роберт — тромбонистом. С 1976 по 1978 годы Вальтер получал музыкальное образование в Ахенском филиале Кёльнской высшей школы музыки, где учился играть на тубе, контрабасе и фортепиано.

### Исполнительская деятельность
Хильгерс начал исполнительскую карьеру в 1978 году в качестве артиста Дюссельдорфского симфонического оркестра. Годом позже он был приглашён в оркестр Байрейтского фестиваля, в котором с тех пор регулярно участвовал в течение 12 лет. В течение последующих 30 лет он выступал в составе ведущих оркестров Германии и Австрии, в числе которых Гамбургский государственный филармонический оркестр, симфонический оркестр Северогерманского радио, Венский филармонический оркестр и оркестр Венской оперы. В качестве приглашённого музыканта он работал также в оркестре Берлинской филармонии. Среди дирижёров, с которыми он сотрудничал, как оркестровый музыкант, такие знаменитости как Герберт фон Караян, Лорин Маазель, Клаудио Аббадо, Даниэль Баренбойм, Зубин Мета, Андре Превин, Пьер Булез, Георг Шолти, Джеймс Ливайн, Сэйдзи Одзава, Рикардо Мути, Бернард Хайтинк и Гюнтер Ванд.
В течение более чем 25 лет Вальтер Хильгерс был участником ансамбля медных духовых инструментов «German Brass», приняв участие в его многочисленных аудио- и видеозаписях и концертах. В последние годы Хильгерс не является постоянным участником каких-либо оркестров или ансамблей, посвятив себя преимущественно педагогической деятельности и дирижированию. Однако он продолжает периодически выступать как солист и камерный музыкант.

### Педагогическая деятельность
Хильгерс впервые начал преподавать в 1978 году сразу после окончания Высшей школы музыки. Среди учебных заведений, в которых он преподавал тубу и камерный ансамбль:
- Дюссельдорфская высшая школа музыки имени Роберта Шумана (1978—1981)
- Гамбургская высшая школа музыки и театра (1989—1995)
- Веймарская Высшая школа музыки[4] (с 1995 по настоящее время)

Среди учеников Хильгерса музыкант ряда ведущих немецких симфонических оркестров Александер фон Путкамер.

### Дирижирование
В 1995 году Хильгерс основал ансамбль современной музыки «Tritonus Wimares», состоящий из музыкантов оркестра Немецкого национального театра в Веймаре, которым он руководил в качестве дирижёра. С этим ансамблем им были записаны два диска с музыкой Игоря Стравинского и Эрвина Шульгофа. В 2007 году Хильгерс занял должность главного приглашённого дирижёра симфонического оркестра Тимишоары.

## Дискография[7]

### Солист
- 1988 Tuba Tubissima
- 1993 Tubadour
- 1994 Tubaroque
- 1997 Пауль Хиндемит — Complete Sonatas Vol. 7
- 2006 Ральф Воан-Уильямс — Концерт для тубы Фа минор

### Камерный музыкант
- Все записи ансамбля «German Brass» в период с 1979 по 2007 год.

### Оркестровый музыкант
- 1987 Гектор Берлиоз — Фантастическая симфония — Симфонический оркестр Франкфуртского радио, дирижёр Элихау Инбал
- 1987-1988 Антон Брукнер — Симфония № 5 — Симфонический оркестр Франкфуртского радио, дирижёр Элихау Инбал
- 1988-1989 Антон Брукнер — Симфония № 6 — Симфонический оркестр Северогерманского радио, дирижёр Гюнтер Ванд
- 1989-1990 Антон Брукнер — Симфония № 5 — Симфонический оркестр Северогерманского радио, дирижёр Гюнтер Ванд
- 1992-1993 Антон Брукнер — Симфония № 7 — Симфонический оркестр Северогерманского радио, дирижёр Гюнтер Ванд

### Дирижёр
- 1996 Избранные произведения Игоря Стравинского — Ансамбль «Tritonus Wimares»
- 1999 Избранные произведения Йозефа Штрауса — Словацкий филармонический оркестр
- 2000 Избранные произведения Эрвина Шульгофа — Ансамбль «Tritonus Wimares»
- 2006 Избранные произведения Ральфа Воан-Уильямса — Бранденбургский государственный оркестр